# G
G (gê ou guê) é a sétima letra do alfabeto latino básico.

## História
A história da letra G está intimamente ligada à história do C, uma vez que as duas derivam da mesma forma. Os fenícios e os demais povos semitas usavam uma forma gráfica bastante simples para representar tanto o C quanto o G e a chamavam de gimel. Quando foi adotado pelos gregos o gimel recebeu o nome de gama e sofreu algumas alterações em sua forma. O gama foi ainda adotado pelos etruscos e pelos romanos que foram os responsáveis pela diferenciação dos dois sons. A letra 'G' foi introduzida no período do latim antigo como uma variante do 'C'. O responsável por isso foi o liberto Espúrio Carvílio Máximo Ruga, o primeiro romano a abrir uma escola particular, por volta de 230 AC. Nessa época, o 'K' perdeu seu uso, dando lugar ao 'C', que anteriormente representava os sons /ɡ/ e /k/ e agora representava /k/ em todas situações. Mais tarde ele também passaria a designar o som de um /s/ como em cesto ou cidade. Um pequeno traço foi acrescentado à letra gama para que pudesse designar o som /g/.

## Fonética e códigos
Consoante de duplo valor:
- gutural ou seja som de /g/ antes de A, O, U, como em gago, garganta, gato, gaveta, goela, gorgulho, gorjeta, gota;
- palatal ou seja som de /ʒ/ antes de E, I, como em gelo, geladeira, gengibre, girafa, girassol;
- Quando deve ser gutural, antes de E, I, recebe U: Guimarães, guerra, guitarra.

G, no sentido palatal, designa o mesmo som que J.

## Significados
- G
  - G representa a nota musical Sol em algumas línguas (p. ex. inglês e alemão) e na linguagem universal musical.
- g
  - grama (símbolo: g)
  - Fator de aceleração gravítica. Ver g. Também = Constante gravitacional = 6.67300 × 10-¹¹ m³ kg-¹ s-².
  - Letra utilizada para representar a condutividade elétrica.

## Na computação
Em Unicode o G maiúsculo representa-se U+0047, e o g minúsculo U+0067. O código ASCII para o G maiúsculo é o 71 o para o g minúsculo é o 103, ou em binário 01000111 e 01100111 respectivamente. No código EBCDIC o G é o 199 e o g é o 135. As referências em HTML e XML são "&#71;" e "&#103;" para a letra maiúscula e minúscula respectivamente.
- Commons
- Wikiquote
- Wikcionário

- G insular, uma forma da letra G usada nas ilhas Britânicas.
- G com circunflexo - Ĝ - derivado do G para o idioma Esperanto.